# Patmos
 Patmos (gr. Πάτμος) − mała grecka wyspa na Morzu Egejskim. 

## Charakterystyka
Jest najdalej wysuniętą na północ wyspą w archipelagu Dodekanez. Najwyższym szczytem wyspy jest Profitis Ilias (269 m n.p.m.). Głównymi osadami Patmosu są Chora (stolica), Skala – jedyny port handlowy oraz pomniejsze Grikou i Kampos. W 1999 roku zabytkowe centrum z klasztorem św. Jana Teologa oraz Grota Apokalipsy zostały wpisane na listę światowego dziedzictwa UNESCO.
Leży w administracji zdecentralizowanej Wyspy Egejskie, w regionie Wyspy Egejskie Południowe, w jednostce regionalnej Kalimnos, w gminie Patmos.
Patmos jest znana dzięki wzmiance o niej w Apokalipsie świętego Jana. Wstęp apokalipsy mówi, że jej autor, Jan, został zesłany na wyspę, gdzie miał objawienie. Bardzo wczesna tradycja chrześcijańska utożsamia tego Jana ze św. Janem Apostołem. Patmos, a w szczególności Grota Apokalipsy (miejsce objawienia Jana), jest celem pielgrzymek chrześcijańskich.
O wyspie wspominają także pisarze starożytni, m.in. Pliniusz Starszy (Historia naturalna IV, 23) i Strabon (X, 5,13).
Amerykański zespół The Residents nagrał w 2008 roku muzyczne pejzaże z wyspą Patmos – Postcards from Patmos.

## Współpraca
Miejscowość partnerska:
- Auderghem, Belgia